# 86 - Eighty Six
86 - Eighty Six (Nhật: 86 ーエイティシックスー Hepburn: Eiti Shikkusu) là loạt light novel do Asato Asato sáng tác, Shirabi minh hoạ và I-IV thiết kế vũ khí. Được ASCII Media Works xuất bản dưới ấn hiệu Dengeki Bunko kể từ ngày 10 tháng 2 năm 2017. Bộ truyện đã được IPM mua bản quyền tại Việt Nam và phát hành kể từ ngày 30 tháng 1 năm 2021.
Bộ truyện có ba phần manga chuyển thể và một phần manga spin-off. Một bộ anime truyền hình chuyển thể do A-1 Pictures sản xuất được phát sóng hai phần từ ngày 10 tháng 4 năm 2021 đến nay. Tại Việt Nam, bộ anime đã được Muse Communication cấp bản quyền và phát sóng trên nền tảng xem video trực tuyến iQIYI và Bilibili.

## Nội dung
Tinh lịch năm 2139, Đế quốc Giad chế tạo thành công vũ khí tự hành "Legion" và khai chiến với các nước láng giềng. Chiến tranh Legion nhanh chóng trở thành một cuộc chiến lớn, lan rộng đến toàn bộ lục địa. Chín năm trôi qua (2148), Cộng hòa San Magnolia liên tục bị Legion tấn công. Để đối phó, San Magnolia cũng phát triển một loại Feldreß được gọi là "Juggernaut", giúp họ không phải đưa lính ra chiến trường, giảm thiểu triệt để thương vong về người. Nhưng đó chỉ là bề nổi của tảng băng chìm, đời nào có chuyện không ai phải chết. Ngoài 85 khu hành chính chính thức, San Magnolia còn lập ra Khu 86 trên phần lãnh thổ “phi nhân” từng bị Legion càn quét, gán cho những con người bị đày ra đó cái mác “86” (Eighty Six) và bắt họ bán mạng chiến đấu trong những cỗ Feldreß (tên gọi chung chỉ các loại thiết xa đa chi có người lái). Cậu thiếu niên Shin trực tiếp dẫn dắt đồng đội nơi tử địa. Nữ sĩ quan trẻ tuổi Lena ở hậu phương chỉ huy họ bằng phương thức liên lạc đặc biệt. Câu chuyện về cuộc chiến đầy khốc liệt, đau thương và ly biệt của cả hai sẽ đi về đâu…?

## Nhân vật
Shin'ei Nouzen (シンエイ・ノウゼン Shin'ei Nouzen)
Lồng tiếng bởi: Chiba Shōya
Tên thường gọi là Shin. Một cư dân của Khu 86 (Eighty Six). Cậu là đội trưởng chiến đội Spearhead, mang quân hàm đại uý, sở hữu khả năng điều khiển Feldreß điêu luyện và đã sống sót qua vô vàn trận chiến khốc liệt. Biệt hiệu là Undertaker hoặc là Reaper (Tử Thần). Anh có vết sẹo quanh cổ luôn được khăn quàng của anh đeo che lại.
Vladilena Milizé (ヴラディレーナ・ミリーゼ Vuradirēna Mirīze)
Lồng tiếng bởi: Hasegawa Ikumi
Tên thường gọi là Lena. Nữ quân nhân Cộng hòa ưu tú, đeo hàm thiếu tá khi mới 16 tuổi. Thông qua đồng bộ trị giác Para-RAID, cô chỉ huy Đội Phòng vệ Spear Head do Shin làm đội trưởng ở chiến trường cách xa trung tâm nước Cộng hoà. Cô đối xử với các 86 khác như con người, không phân biệt chủng tộc như các Handler khác. Khi Gran Mur, tuyến phòng thủ được cho là "bất bại" bởi giới quý tộc và lãnh đạo cấp cao của San Magnolia bị chọc thủng, cô đã đứng lên lãnh đạo công cuộc vệ quốc kháng chiến, và sau khi quân đội của Liên Bang tiếp quản, đã được Tổng Thống Liên Bang đặc biệt thăng lên làm Trung Tá. Cô tái hợp với các thành viên của Spearhead không lâu sau đó.

### Chiến đội Spearhead
Raiden Shuga (ライデン・シュガ Raiden Shuga)
Lồng tiếng bởi: Yamashita Seiichirō
Cậu là đội phó của Spearhead, quân hàm trung uý, và là cánh tay phải đắc lực của Shin. Biệt hiệu là Werewolf. Cậu rất quan tâm tới đồng đội của mình.
Theoto Rikka (セオト・リッカ Seoto Rikka)
Lồng tiếng bởi: Fujiwara Natsumi
Có biệt danh là Theo. Cậu là người có tính tình bộc trực và có phần hồn nhiên đúng tuổi. Biệt hiệu là Laughing Fox. Cậu rất giỏi vẽ mọi thứ và có hay mang theo một cuốn sổ phác thảo.
Ange Emma (アンジュ・エマ Anju Ema)
Lồng tiếng bởi: Hayami Saori
Một thành viên của đội, cô là một người tốt bụng và bình tĩnh. Cô từng bị đánh đập và bị áp bức hơn cả các 86 khác vì là con lai có dòng máu Alba. Cô để tóc dài để che đi vết sẹo ở lưng.
Crena Kukumila (クレナ・ククミラ Kurena Kukumira)
Lồng tiếng bởi: Suzushiro Sayumi
Cô sở hữu kĩ năng bắn tỉa bách phát bách trúng. Cô có tình cảm với Shin và ban đầu không ưa Lena vì lòng căm thù với chủng tộc Alba. Biệt hiệu là Gunslinger.
Fido (ファイド Faido)
Fido là kết quả của một dự án trí tuệ nhân tạo do Reisha Nouzen phát triển và hay cung cấp viện trợ cho đội Spearhead bằng cách tiếp tế đạn dược và nạp lại năng lượng, cũng như tìm kiếm và khai thác vật liệu từ các cỗ máy bị bỏ rơi hoặc phá hủy. Nó là người bạn đồng hành lâu đời nhất của Shin, còn lâu hơn cả Raiden. Là một robot có trí tuệ nhân tạo, nó có thể hiểu mọi người nói gì và đối xử mọi người với lòng trung thành và sự tin cậy.

### Cộng hòa San Magnolia
Henrietta Penrose (アンリエッタ・ペンローズ Anrietta Penrōzu)
Lồng tiếng bởi: Riho Sugiyama
Biệt danh Annette. Một người bạn thân và nhất của Lena trong quân đội San Magnolia. Cô làm việc trong Bộ phận Nghiên cứu, chuyên về thiết bị "Para-RAID" cho phép Handler kết nối ngay lập tức với các 86 và có thể liên lạc với nhau. Thiết bị được tạo ra một phần bởi người cha quá cố của cô.
Jérôme Karlstahl (ジェローム・カールシュタール Jerōmu Kārushutāru)
Lồng tiếng bởi: Satoshi Mikami
Một Đại tá trong quân đội San Magnolia và cũng là bạn của cha Lena. Ông nhận thức được tình hình bị phân biệt chủng tộc với các 86 nhưng vẫn tiếp tục đối xử với họ như đồ vật. Ông tử trận trong công cuộc vệ quốc sau khi Gran Mur thất thủ.
Lev Aldrecht (レフ・アルドレヒト Refu Arudorehito)
Lồng tiếng bởi: Taiten Kusunoki
Một thợ sửa chữa cho đội Spearhead. Được tiết lộ rằng ông ta là một Alba; vợ và con gái của ông bị sung quân ra 86, vì vậy ông đã nhuộm tóc và nhập ngũ làm tình nguyện viên để lấy lại quyền của gia đình ông. Mặc dù ông hay chửi gắt gao với Shin, ông vẫn quan tâm đến các thành viên còn lại trong đội. Ông cũng tử trận không lâu sau khi Gran Mur thất thủ.
Shiden Iida (シデン・イーダ Shiden Īda) / Cyclops (サイクロプス Saikuropusu)
Lồng tiếng bởi: Asuna Tomari
Đội trưởng của Chiến đội Brísingamen mà Lena chỉ huy sau khi đội Spearhead "mất tích". Biệt danh của Shiden có nguồn gốc từ đôi mắt dị sắc của cô, Cyclops. Cô có tiếng tăm với công trạng vệ quốc kháng chiến sau khi Gran Mur thất thủ.

### Liên bang Giad
Ernst Zimmerman (エルンスト・ツィマーマン Erunsuto Tsimāman)
Lồng tiếng bởi: Yūya Uchida  
Tổng Thống lâm thời của Liên bang mới đã lật đổ Đế quốc Giad xưa cũ, một người đàn ông tốt bụng đã nhận Frederica và các thành viên còn sống của chiến đội Spearhead làm con nuôi của mình. Nguyên là một vị tướng của Đế Quốc Giad tàn bạo cũ, nhưng ông quá bất mãn với triều đình, nên đã đảo chính thành công, và làm Tổng Thống lâm thời. Ông nhận nuôi cô công chúa út của cựu hoàng gia, Frederica, và quyết không để Giad trở thành bạo tàn như chế độ tiền triều, hay là sau đó, San Magnolia.
Eugene Rantz (ユージン・ランツ Yūjin Rantsu)
Lồng tiếng bởi: Atsushi Tamaru
Anh trai của Nina, và là người đầu tiên Shin kết bạn sau khi nhập tịch vào liên bang, anh rất tốt bụng và yêu quý em gái mình nhưng đã chết một cách thảm thương trong chiến tranh không lâu sau khi gia nhập vào quân đội.
Nina Rantz (ニーナ・ランツ Nīna Rantsu)
Lồng tiếng bởi: Madoka Asahina
Em gái của Eugene. Một cô bé khá nhút nhát với người lạ. Cô từng một lần căm thù Shin vì nghĩ đã bỏ rơi anh trai của cô mà chết, cô cũng nhờ Marcel gửi những lá thư với những lời nói căm hận cho anh.
Grethe Wenzel (グレーテ・ヴェンツェル Gurēte Ventseru)
Lồng tiếng bởi: Kana Ueda
Chỉ huy của Chiến đội Nordlicht của Liên bang nơi những 86 dưới quyền chỉ huy của cô, mang quân hàm trung tá, sau được thăng cấp đại tá. Cô là người là thiết kế mẫu Feldreß cải tiến mới dựa trên mẫu Feldreß M1A4 Juggernaut của Cộng hòa, XM2 Reginleif.
Frederica Rosenfort (フレデリカ・ローゼンフォルト Furederika Rōzenforuto)
Lồng tiếng bởi: Misaki Kuno
Con gái nuôi của Ernst, dù còn nhỏ tuổi nhưng cô đã có sự trưởng thành và trí thông minh. Tên đầy đủ của cô là Augusta Frederica Adel-Adler (アウグスタ・フレデリカ・アデルアドラー Augusuta Furederika Aderuadorā). Công chúa út, Nữ hoàng cuối cùng của Đế quốc Giad trước khi nó sụp đổ, với năng lực là khả năng nhìn thấy quá khứ và hiện tại của bất kỳ ai cô gặp nhờ thừa hưởng dòng máu gia tộc. Cô quyết định tham gia cùng Shin và đội của anh tại trường Đào tạo Sĩ quan để chấm dứt sự đau khổ cho hiệp sĩ và bạn thân nhất của cô, Kiriya Nouzen, người đã bị biến thành Legion.
Erwin Marcel (エルウィン・マルセル Eruwin Maruseru)
Lồng tiếng bởi: Kengo Takanashi
Marcel là một học viên chưa trưởng thành và ngỗ ngược trong thời gian học tại Học viện sĩ quan. Anh nuôi dưỡng một niềm tin tưởng các 86 đều là quái vật. Với sự đau buồn về cái chết của Eugene và thương tích của chính mình, anh cuối cùng đổ lỗi cho Shin và lôi kéo Nina gửi cho Shin những bức thư ác ý.

### Vũ khí tự hành "Legion"
Shourei Nouzen (ショーレイ・ノウゼン Shōrei Nōzen)
Lồng tiếng bởi: Makoto Furukawa
Anh trai của Shin, người đã cứu Lena lúc còn bé khỏi một Legion và cũng là lý do cô coi tất cả 86 là con người. Shourei cảm thấy bất lực khi không thể bảo vệ những 86 khác bao gồm cả cha mẹ của mình. Trong cơn tức giận, anh đã bóp cổ Shin và đổ lỗi hết mọi chuyện cho cậu. Khi nhận ra mình đã điên rồ đến mức nào, cậu gieo mình xung trận, nhưng không may thay, đã tử trận, và bị biến thành một Legion.
Kiriya Nouzen (キリヤ・ノウゼン Kiriya Nōzen)/Pale Rider (ペイル・ライダー, Peiru Raidа̄?)
Lồng tiếng bởi: Yuto Uemura
Kiriya là hậu duệ của gia tộc Nouzen, là Hiệp sĩ Hoàng gia và cũng là người bạn thân và duy nhất với Frederica. Trong những giờ phút cuối cùng của Đế quốc Giad khi cuộc cách mạng nổ ra, vì để bảo vệ Frederica cũng như những người trung thành xung quanh ngã xuống gần hết mà anh ta đã giết rất nhiều nghĩa quân cách mạng không tiếc tay và điều này này khiến Frederica sợ hãi. Điên cuồng khi nhìn thấy tấm áo choàng đẫm máu của Frederica bị cắm trên lưỡi lê của binh lính cách mạng, Kiriya đã tự nộp mình cho Legion, và trở thành một Shepherd điên cuồng, hiếu chiến, và thiện chiến nhất dưới dạng pháo railgun lớp Morpho. Sau khi Shin bắn hạ, Kiriya đã chuyển sang một con Legion lớp trinh sát Ameise, nhưng ngay phút cuối lại bị hạ gục bởi Lena.

### Các thành viên đã thiệt mạng của chiến đội Spearhead (Tổng cộng 575 người)
Dưới đây là những nhân vật may mắn xuất hiện trong vài tập!
Kaie Tanya (カイエ・タニヤ Kaie Taniya)
Lồng tiếng bởi: Shiraishi Haruka
Cô là con gái nhưng nói năng kiểu đặc sệt như con trai. Biệt hiệu là Kirschblüte. Cô đã thiệt mạng do Juggernaut của cô bị mắc kẹt trong địa hình đầm lầy và bị hỏa lực của kẻ thù phá hủy.
Daiya Irma (ダイヤ・イルマ Daiya Iruma)Lồng tiếng bởi: Ishiya Haruki
Là một người cao kều. Cậu hay bị đồng đội lấy làm “bao cát” vì những lý do trời ơi đất hỡi. Biệt hiệu là Black Dog. Cậu có khả năng có cảm tình với Anju nhưng đã chết trong chiến tranh.
Haruto Keats (ハルト・キーツ Haruto Kīts)
Lồng tiếng bởi: Yamashita Daiki
Cậu là người rất thích được khen. Cậu chuyên khuấy động không khí trong đội. Biệt hiệu là Falke.
Kujo Nico ((クジョー・ニコ Kujō Niko)
Lồng tiếng bởi: Taishi Murata
Rui Kino (ルイ・キノ (Rui Kino))
Lồng tiếng bởi: Shinei Ueki
Chise Osen (チセ・オーセン Chise Ōsen) / Griffin (グリフィン Gurifin)
Lồng tiếng bởi: Masamu Ono
Toma Sobi (トーマ・ソービ Tōma Sōbi) / Helianthus (ヘリアンサス Heriansus)
Lồng tiếng bởi: Katsumi Fukuhara
Tozan Sasha (トウザン・サシャ Tōzan Sasha)
Lồng tiếng bởi: Taito Ban
Lecca Lin (レッカ・リン Rekka Rin) / Burnt Tayl (バーントテール Bānto Tēru)
Lồng tiếng bởi: Shizuka Ishigami
Mikuri Kairo (ミクリ・カイロゥ Mikuri Kairō) / Leukosia (ロイコシア Roikoshia)
Lồng tiếng bởi: Yuka Nukui
Maina Atomika (マイナ・ヤトミカ Maina Yatomika)
Lồng tiếng bởi: Mayuko Kazama

## Các tập light novel
Loạt light novel do Asato Asato sáng tác, Shirabii minh hoạ và I-IV thiết kế vũ khí. Được ASCII Media Works xuất bản dưới ấn hiệu Dengeki Bunko kể từ ngày 10 tháng 2 năm 2017. Tính tới ngày 10 tháng 1 năm 2024, đã có 13 tập truyện được xuất bản. Bộ truyện được IPM mua bản quyền và phát hành tại Việt Nam kể từ ngày 30 tháng 1 năm 2021.
| #  | Nhan đề                                                                                                   | Phát hành Tiếng Nhật                   | Phát hành Tiếng Việt                   |
| -- | --- | -------------------------------------- | -------------------------------------- |
| 1  | Tám sáu Eiti Shikkusu (86-エイティシックス-)                                                              | 10 tháng 2 năm 2017 978-4-04-892666-9  | 30 tháng 1 năm 2021 978-604-318-335-1  |
| 2  | Băng qua chiến tuyến - Khai màn Run Through the Battlefront <Ue> (ラン・スルー・ザ・バトルフロント-<上>)  | 7 tháng 7 năm 2017 978-4-04-893232-5   | 6 tháng 5 năm 2021 978-604-328-075-3   |
| 3  | Băng qua chiến tuyến - Hạ màn Run Through the Battlefront <Shita> (ラン・スルー・ザ・バトルフロント-<下>) | 9 tháng 12 năm 2017 978-4-04-893397-1  | 22 tháng 9 năm 2021 978-604-328-076-0  |
| 4  | Dưới tầng tầng áp lực Under Pressure (アンダー・プレッシャー)                                             | 10 tháng 5 năm 2018 978-4-04-893830-3  | 4 tháng 3 năm 2022 978-604-351-191-8   |
| 5  | Chớ cao ngạo, hỡi tử thần Shiyo, ogoru nakare (死よ、驕るなかれ)                                          | 10 tháng 10 năm 2018 978-4-04-912092-9 | 20 tháng 5 năm 2022 978-604-361-373-5  |
| 6  | Bình minh xua tan đêm trường Akeneba koso yoru wa nagaku (明けねばこそ夜は永く)                           | 10 tháng 4 năm 2019 978-4-04-912461-3  | 30 tháng 8 năm 2022 978-604-380-050-0  |
| 7  | Mờ sương Eiti Shikkusu - Episōdo Sebun - Misuto (ミスト)                                                  | 10 tháng 9 năm 2019 978-4-04-912798-0  | 9 tháng 2 năm 2023 978-604-380-864-3   |
| 8  | Khói súng trên mặt nước Gansumōku On Za Wōtā (ガンスモーク・オン・ザ・ウォーター)                         | 9 tháng 5 năm 2020 978-4-04-913185-7   | 22 tháng 5 năm 2023 978-604-398-395-1  |
| 9  | Valkyrie giáng lâm Varukirī Hazu Randeddo (ヴァルキリィ・ハズ・ランデッド)                                | 10 tháng 2 năm 2021 978-4-04-913309-7  | 15 tháng 10 năm 2023 978-604-476-660-7 |
| 10 | Muôn mảnh kí ức Furagumentaru Neotenī (フラグメンタル・ネオテニー)                                        | 10 tháng 6 năm 2021 978-4-04-913880-1  | 25 tháng 3 năm 2024 978-604-487-714-3  |
| 11 | Ngày phán xét Diesu Pashionisū (ディエス・パシオニス―)                                                    | 10 tháng 2 năm 2022 978-4-04-914149-8  | 29 tháng 6 năm 2024 978-604-89-7289-9  |
| 12 | Viên đạn xanh thần thánh Vuradirēna Mirīze Buraddi Rejīna (ヴラディレーナ・ミリーゼ ブラッディレジーナ)   | 10 tháng 2 năm 2023 978-4-04-914396-6  | 15 tháng 12 năm 2024 978-604-321-361-4 |
| 13 | Hỡi chàng thợ săn thân mến Dia Hantā (ディア・ハンター)                                                   | 10 tháng 1 năm 2024 978-4-04-915071-1  | 21 tháng 4 năm 2025 978-632-611-468-3  |
| 14 | Peinto Itto Burakku (ペイント・イット・ブラック)                                                          | 10 tháng 9 năm 2025 978-4-04-915071-1  | —                                      |

## Truyềnthông

### Manga
Bộ truyện có ba phần manga chuyển thể và một phần manga spin-off.
Phần manga chuyển thể đầu tiên với tựa Eighty Six do Yoshihara Motoki minh hoạ. Đăng trên nguyệt san Young Gangan của Square Enix kể từ ngày 16 tháng 2 năm 2018. Các chương manga được biên tập thành 3 quyển tankobon xuất bản kể từ ngày 10 tháng 10 năm 2018 cho đến ngày 10 tháng 6 năm 2021. Hiện manga đã được mua bản quyền tại Bắc Mỹ bởi Yen Press. Phần manga chuyển thể dựa trên tập 1 của light novel.
Phần manga thứ hai với tựa Eighty Six: Run Through the Battlefront do Yamasaki Hakuya minh hoạ. Được đăng trên ứng dụng Manga UP! của Square Enix kể từ ngày 24 tháng 1 năm 2021. Phần manga chuyển thể dựa trên tập 2 và 3 của light novel.
Phần manga tiền truyện với tựa Eighty Six: Fragmental Neoteny do Takuya Shinjou minh hoạ, được đăng trên nguyệt san Monthly Comic Alive của Media Factory kể từ ngày 27 tháng 4 năm 2021. Phần manga chuyển thể dựa trên tập 10 của light novel.
Bản manga spin-off với tựa đề Eighty Six: Gakuen do Somemiya Suzume minh hoạ. Được đăng trên nguyệt san Monthly Comic Alive của Media Factory kể từ ngày 27 tháng 6 năm 2020 cho đến ngày 27 tháng 8 năm 2021. Các chương manga được biên tập thành 2 quyển tankobon xuất bản từ ngày 21 tháng 1 năm 2021 cho đến ngày 22 tháng 9 năm 2021.

#### Eighty Six
| # | Ngày phát hành | ISBN              |
| - | -------------- | ----------------- |
| 1 | 10/10/2018     | 978-475-7-55870-0 |
| 2 | 10/09/2019     | 978-475-7-56278-3 |
| 3 | 10/06/2021     | 978-475-7-57307-9 |

#### Eighty Six: Run Through the Battlefront
| # | Ngày phát hành | ISBN              |
| - | -------------- | ----------------- |
| 1 | 10/06/2021     | 978-475-7-57308-6 |

#### Eighty Six: Fragmental Neoteny
| # | Ngày phát hành | ISBN              |
| - | -------------- | ----------------- |
| 1 | 22/09/2021     | 978-404-6-80538-6 |
| 2 | 22/06/2022     | 978-4-04-681229-2 |
| 3 | 22/12/2022     | —                 |

#### Eighty Six: Gakuen
| # | Ngày phát hành | ISBN              |
| - | -------------- | ----------------- |
| 1 | 21/01/2021     | 978-404-6-80006-0 |
| 2 | 22/09/2021     | 978-404-6-80538-6 |

### Anime
Một mùa anime truyền hình chuyển thể đã được công bố vào ngày 15 tháng 3 năm 2020, tại buổi phát trực tiếp kỷ niệm ngày đầu tiên ra mắt trang web light novel "Kimirano" của Kadokawa. Anime được sản xuất bởi A-1 Pictures, do Ishii Toshimasa đạo diễn, Ono Toshiya viết kịch bản, Kawakami Tetsuya thiết kế nhân vật, Sawano Hiroyuki và KOHTA YAMAMOTO biên soạn phần nhạc nền, CG được phát triển bởi Shirogumi.
Ca khúc opening đầu tiên là 3-pun 29-byō (3分29秒 San-pun nijūkyū-byō, "3 phút 29 giây") thể hiện bởi nhóm Hitorie. Ca khúc opening thứ hai là Kyōkai-sen (境界線 (Cảnh giới tuyến) "Đường biên giới") thể hiện bởi nhóm Amazarashi. Ca khúc ending đầu tiên là "Avid" sáng tác bởi Sawano Hiroyuki, thể hiện bởi Mizuki. Ca khúc ending thứ 2 là "Hands Up to the Sky" sáng tác bởi Sawano Hiroyuki, thể hiện bởi Laco. Ca khúc ending thứ ba là "Alchemilla" thể hiện bởi nhóm Regal Lily.
Ban đầu anime được dự kiến lên sóng vào năm 2020, song đã bị hoãn lại tới năm 2021. Anime gồm 23 tập, được chia làm hai phần. Phần đầu tiên gồm 11 tập, phát sóng kể từ ngày 10 tháng 4 năm 2021 cho đến ngày 19 tháng 6 năm 2021. Phần thứ hai gồm 12 tập, phát sóng kể từ ngày 2 tháng 10 năm 2021. Tại Việt Nam cũng như trên toàn Đông Nam Á, bộ anime đã được Muse Communication cấp bản quyền và phát sóng hoàn toàn miễn phí trên nền tảng xem video trực tuyến iQIYI và Bilibili.
Anime tập 18 ban đầu được dự kiến lên sóng vào ngày 13 tháng 11 năm 2021, nhưng do một số vấn đề trong quá trình sản xuất, lịch phát sóng đã bị lùi sang ngày 20 tháng 11 năm. Một tập đặc biệt "Bình luận hoạt hoạ" được lên sóng vào ngày 13 tháng 11 năm 2021, thay thế cho tập 18. Vì lí do tương tự nên tập 22 và 23 (2 tập cuối) cũng bị delay nhưng do lấn sang khung thời gian giành cho những anime khác của A-1 Pictures nên hãng đã quyết định lùi 2 tập cuối lại vào ngày 12 tháng 3 năm 2022 và ngày 19 tháng 3 năm 2022

### Âm nhạc
Album nhạc nền của anime được Aniplex phát hành vào ngày 7 tháng 7 năm 2021 với 42 ca khúc, được chia thành 2 đĩa. Đĩa thứ nhất gồm 17 ca khúc của Sawano Hiroyuki. Đĩa thứ hai gồm 25 ca khúc của KOHTA YAMAMOTO.
| Đĩa 1/ Sawano Hiroyuki | Đĩa 1/ Sawano Hiroyuki | Đĩa 1/ Sawano Hiroyuki | Đĩa 1/ Sawano Hiroyuki | Đĩa 1/ Sawano Hiroyuki |
| STT                    | Nhan đề                | Phổ lời                | Ca sĩ                  | Thời lượng             |
| ---------------------- | ---------------------- | ---------------------- | ---------------------- | ---------------------- |
| 1.                     | "THE ANSWER"           | Benjamin mpi           | Laco                   | 3:46                   |
| 2.                     | "8SIX"                 |                        |                        | 5:10                   |
| 3.                     | "RE：g1－ON"           |                        |                        | 4:58                   |
| 4.                     | "JaguarN0－10"         |                        |                        | 4:54                   |
| 5.                     | "Voices of the Chord"  |                        |                        | 3:02                   |
| 6.                     | "sp∃ar"                |                        |                        | 5:12                   |
| 7.                     | "4N"                   |                        |                        | 6:59                   |
| 8.                     | "6eighty"              |                        |                        | 4:09                   |
| 9.                     | "2side"                |                        |                        | 4:32                   |
| 10.                    | "9re7"                 |                        |                        | 4:37                   |
| 11.                    | "ZERO×5"               |                        |                        | 5:23                   |
| 12.                    | "!”#$%＆’()0"          |                        |                        | 6:15                   |
| 13.                    | "pianoVIIIVI-i"        |                        |                        | 3:31                   |
| 14.                    | "pianoVIIIVI-ii"       |                        |                        | 3:07                   |
| 15.                    | "pianoVIIIVI-iii"      |                        |                        | 3:25                   |
| 16.                    | "pianoVIIIVI-iv"       |                        |                        | 3:09                   |
| 17.                    | "CELLOpianoVIIIVI"     |                        |                        | 3:52                   |
| Tổng thời lượng:       | Tổng thời lượng:       | Tổng thời lượng:       | Tổng thời lượng:       | 1:13:21                |

| Đĩa 2/ KOHTA YAMAMOTO | Đĩa 2/ KOHTA YAMAMOTO | Đĩa 2/ KOHTA YAMAMOTO |
| STT                   | Nhan đề               | Thời lượng            |
| --------------------- | --------------------- | --------------------- |
| 1.                    | "Two Worlds Apart"    | 3:51                  |
| 2.                    | "TararaTaTa"          | 2:16                  |
| 3.                    | "うんざり蹴ったり"    | 2:42                  |
| 4.                    | "St. Magnolia"        | 3:00                  |
| 5.                    | "レーナとアネット"    | 2:11                  |
| 6.                    | "BuraraBaBa"          | 2:37                  |
| 7.                    | "Talk to you"         | 2:19                  |
| 8.                    | "Underneath the Sky"  | 3:04                  |
| 9.                    | "死者の声"            | 2:32                  |
| 10.                   | "LEGION"              | 3:56                  |
| 11.                   | "名もなき悲劇"        | 3:03                  |
| 12.                   | "No Reality"          | 3:00                  |
| 13.                   | "同じ空の黄昏"        | 2:17                  |
| 14.                   | "no distance"         | 3:16                  |
| 15.                   | "Trigger or Die"      | 3:13                  |
| 16.                   | "SPEARHEAD"           | 2:47                  |
| 17.                   | "REGINLEIF"           | 4:07                  |
| 18.                   | "Alive Today"         | 2:31                  |
| 19.                   | "SLUMDOG PARADISE"    | 4:29                  |
| 20.                   | "President me"        | 2:21                  |
| 21.                   | "The Last Empress"    | 2:33                  |
| 22.                   | "Reality"             | 3:19                  |
| 23.                   | "So Tired"            | 3:05                  |
| 24.                   | "Hear my voice"       | 3:09                  |
| 25.                   | "MORPHO"              | 4:01                  |
| Tổng thời lượng:      | Tổng thời lượng:      | 1:12:19               |

## Đón nhận
Bộ truyện đã thắng giải Grand Prize tại giải thưởng Dengeki Novel Prize lần thứ 23 vào năm 2016. Bộ truyện cũng đứng thứ hai trong bảng xếp hạng Kono Light Novel ga Sugoi! vào năm 2018.
Theo một thống kê của Dengeki Bunko, tính đến ngày 6 tháng 3 năm 2021, bộ truyện đã cán mốc hơn 1 triệu bản in tại thị trường Nhật.